# Homer P. Snyder

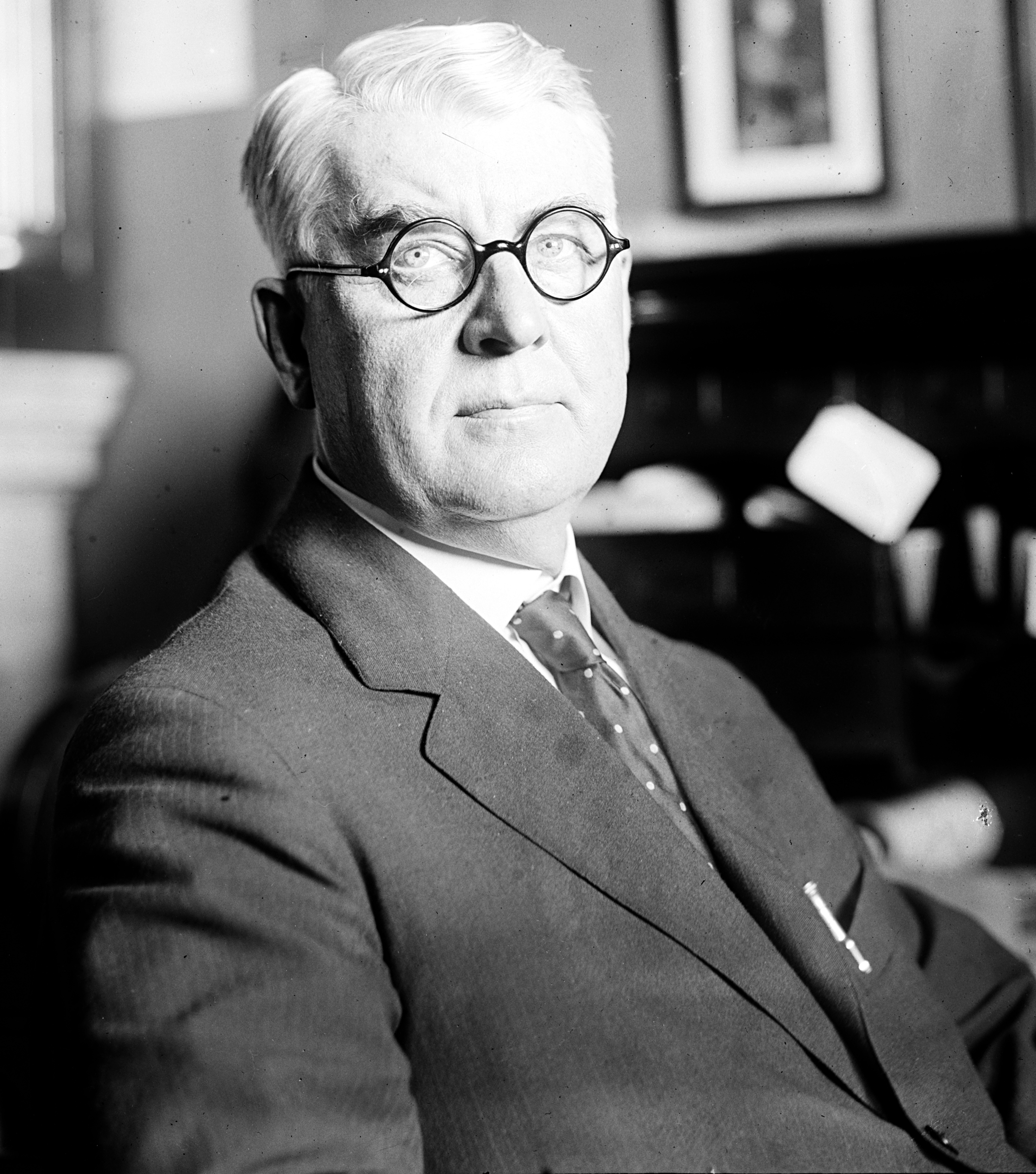
Homer P. Snyder (1921)

Homer Peter Snyder (* 6. Dezember 1863 in Amsterdam, New York; † 30. Dezember 1937 in Little Falls, New York) war ein US-amerikanischer Politiker. Zwischen 1915 und 1925 vertrat er den Bundesstaat New York im US-Repräsentantenhaus.

## Werdegang
Homer Snyder besuchte die öffentlichen Schulen seiner Heimat und arbeitete danach in verschiedenen Funktionen in Strickereibetrieben. Im Jahr 1887 zog er nach Little Falls, wo er weiterhin in dieser Branche tätig war. Ab 1890 war er an der Herstellung von Strickereimaschinen beteiligt; später stellte er Fahrräder und andere Fahrzeuge her. Er wurde auch Vizepräsident der Little Falls National Bank. 1895 war er Schulbeauftragter und in den Jahren 1910 und 1911 war er Feuer- und Polizeibeauftragter der Stadt Little Falls. Politisch wurde er Mitglied der Republikanischen Partei. In den Jahren 1916 und 1920 nahm er als Delegierter an den jeweiligen Republican National Conventions teil. 1912 kandidierte er noch erfolglos für den Kongress.
Bei den Kongresswahlen des Jahres 1914 wurde Snyder dann aber im 33. Wahlbezirk von New York in das US-Repräsentantenhaus in Washington, D.C. gewählt, wo er am 4. März 1915 die Nachfolge des Demokraten Charles A. Talcott antrat. Nach vier Wiederwahlen konnte er bis zum 3. März 1925 fünf Legislaturperioden im Kongress absolvieren. In seine Zeit im Kongress fiel der Erste Weltkrieg. Außerdem wurden in den Jahren 1919 und 1920 der 18. und der 19. Verfassungszusatz ratifiziert. Dabei ging es um das Verbot des Handels mit alkoholischen Getränken sowie die bundesweite Einführung des Frauenwahlrechts. Zwischen 1919 und 1925 war Snyder Vorsitzender des Indianerausschusses. Ab 1923 leitete er auch das Committee on World War Veterans’ Legislation. 1924 unterstützte er den Indian Citizenship Act, der auch unter dem Namen Snyder Act bekannt wurde.
Im selben Jahr verzichtete Homer Snyder auf eine weitere Kongresskandidatur. Nach dem Ende seiner Zeit im US-Repräsentantenhaus nahm er seine früheren Tätigkeiten wieder auf. Er starb am 30. Dezember 1937 in Little Falls, wo er auch beigesetzt wurde.